# Khaleej Syrte
Khaleej Syrte is een Libische voetbalclub uit Syrte die speelt in de Premier League, de Libische eerste klasse. De club werd in 1963 opgericht.

## Erelijst
Beker van Libië
Winnaar in 2008
Al Ahly Benghazi · Al Ahly Tripoli · Al Akhdar Derna · Al Ittihad Tripoli · Al Jazeera Tripoli · Al Madina Tripoli · Al Nasr Benghazi · Al Olympic Zaouia · Al Shat Tripoli · Al Soukour · Al Tahaddy Benghazi · Al Wahda Tripoli · Khaleej Syrte · Ngom Egdabya